# Девятый сон Веры Павловны
«Девятый сон Веры Павловны» — рассказ современного российского писателя Виктора Пелевина. Впервые опубликован в 1991 году в составе первого авторского сборника «Синий фонарь». Название рассказа отсылает к роману Николая Чернышевского «Что делать?», где сны его героини Веры Павловны были частью повествования.

## Содержание
Главной темой рассказа является философская система солипсизма. К этой философии Виктор Пелевин в той или иной форме обращался и в других своих произведениях.
Действие рассказа происходит в СССР во время перестройки. Веру, главную героиню рассказа, по-видимому можно отнести к советской интеллигенции. Она увлекается философской системой солипсизма, читает Рамачараку и Блаватскую, смотрит фильмы Фассбиндера и Бергмана, но в то же время работает уборщицей в мужском общественном туалете, что делает ее образ несколько карикатурным.
Однажды Вере приходит осознание тайны жизни, несмотря на то, что смысл жизни она постичь не в состоянии. Как оказалось, «знание тайны жизни в отличие от понимания её смысла позволяет управлять бытием, то есть действительно прекращать старую жизнь и начинать новую … и у каждой новой жизни будет свой особенный смысл». Осознав, что «всё идёт так, как мы пожелаем», Вера начинает использовать эту тайну: «для начала я попробую что-нибудь простое. Например, чтоб здесь на стенах появились картины и заиграла музыка.».
В стране начинается перестройка, и Вера знает, что источник этих перемен — она сама. Вскоре туалет приватизируют, его внешний вид значительно улучшается. Через какое-то время на стене появляется картина, затем начальник туалета вносит магнитофон и колонки. В помещении заиграла музыка. Утро начинается с «Мессы и Реквиема» Джузеппе Верди, который сменяет «Рождественская оратория» Баха, а затем следуют мелодии Моцарта. Через некоторое время вместо туалета открывается комиссионный магазин, и Вера начинает работать в нём уборщицей.
Главная героиня сохранила дружбу с Маняшей, уборщицей соседнего женского туалета. Подруга очень часто вмешивалась в жизнь Веры и постоянно давала ей советы. Именно Маняша сказала подруге, что только желания человека определяют его жизнь. По задумке Пелевина, Маняша — вторая часть души главной героини.
Вскоре после открытия магазина Вера начала замечать, что люди и вещи выглядят так, как будто они в дерьме, а из-за стенки стал слышится шум потока. Она стала в мыслях обвинять Маняшу. Во время одной из встреч Вера нанесла страшный удар топором по голове Маняши, образно убив ту часть души своей, которая связала её с действительностью.
В апофеозе рассказа грандиозная иллюзия рушится, поток дерьма затапливает всё и уносит Веру на Страшный суд. За солипсизм там наказывают вечным пребыванием в советской реалистической прозе, но там уже всё занято. — Что делать? — вопрошает Судья. В итоге Веру помещают в качестве Веры Павловны в книгу, изучаемую в школьный советский период, — «Что делать?» Чернышевского. И всё произошедшее оказывается теперь очередным, девятым сном Веры Павловны.

## Особенности
Несмотря на то, что автор не упоминает конкретные даты, события рассказа можно чётко разделить на три периода перестройки. Рассказ начинается в 1986 году, когда в СССР была провозглашена политика гласности. Превращение туалета в кооператив соответствует 1987—1988 годам, когда вышло постановление «О создании кооперативов по производству товаров народного потребления». Переоборудование туалета в комиссионный магазин соответствует концу 1980-х — началу 1990-х, когда в страну массово стали завозиться заграничные товары.